# Mexticacán
Mexticacán es una localidad del estado mexicano de Jalisco. Es cabecera del municipio de Mexticacán.

## Demografía
| Gráfica de evolución demográfica |
|                                  |

| Censo | Población |
| ----- | --------- |
| 1900  | 1 889     |
| 1910  | 2 099     |
| 1921  | 1 988     |
| 1930  | 2 834     |
| 1940  | 2 253     |
| 1950  | 2 670     |
| 1960  | 2 949     |
| 1970  | 3 134     |
| 1980  | 2 655     |
| 1990  | 3 152     |
| 2000  | 3 603     |
| 2010  | 3 520     |
| 2020  | 3 349     |